# Polerskiffer
Polerskiffer är en grå- eller gulaktig, vanligen tunnskiffrig, lätt söndersmulad porös berg- eller jordart, huvudsakligen bestående av mikroskopiska fossil av kiselalger av opal.
Polerskiffer förekommer i tertiära sötvattenbildningar. Viktiga fyndplatser är Bilin, Lausitz, Sicilien och Tripolis. En variant av polerskiffer är den vid Tripolis förekommande trippeln som även användes som benämning på andra typer av polerskiffer.
Polerskiffer pulvriseras och används som polermedel för metaller. Andra typer av diatoméjord som står polerskiffer nära är bergmjöl och kiselgur, vilka dock är helt pulverformiga. Olika typer av kiselsyra, även vattenfri används som ersättning för polerskiffer.